# Radoryż (gmina)
Radoryż – dawna gmina wiejska istniejąca do 1954 roku w woj. lubelskim. Przed wojną siedzibą władz gminy był Radoryż-Smolany, a po wojnie Krzywda.
W okresie powojennym gmina należała  do powiatu łukowskiego w woj. lubelskim. Według stanu z dnia 1 lipca 1952 roku gmina składała się z 13 gromad.
Gmina została zniesiona 29 września 1954 roku wraz z reformą wprowadzającą gromady w miejsce gmin. Jednostki nie przywrócono 1 stycznia 1973 roku po reaktywowaniu gmin.